# Berliner Volks-Zeitung
Die Berliner Volks-Zeitung (BVZ) war von 1904 bis 1944 eine regionale deutsche Tageszeitung im Großraum Berlin. Publiziert wurde sie bis 1933 im Verlag von Rudolf Mosse, anschließend über die Buch- und Tiefdruck GmbH und ab 1937 im Deutschen Verlag. Direkter Vorgänger des Blattes war die von Franz Duncker 1853 gegründete Volks-Zeitung.

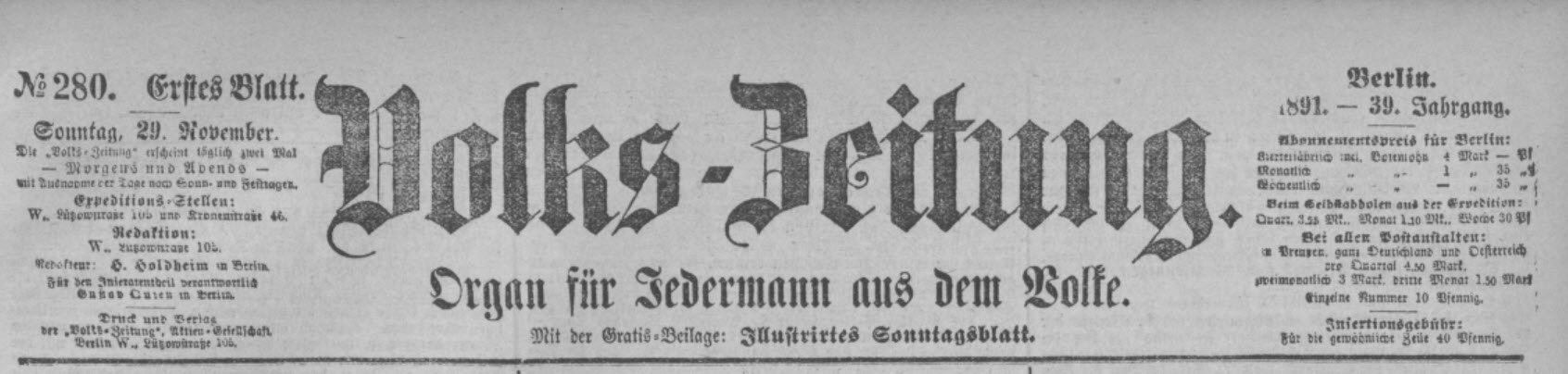
Titelkopf vom 29. November 1891

Als Zielgruppe wurde eine breite Bevölkerungsschicht, insbesondere Arbeiter und Kleinbürger avisiert. Der inhaltliche Schwerpunkt lag auf Sensationsberichten und Unterhaltung. Deutlich unterrepräsentiert waren zeit ihres Bestehens Informationen aus dem Wirtschaftsleben. Im Deutschen Kaiserreich dominierte das Blatt besonders im starken Straßenverkauf und entwickelte sich zu einer erfolgreichen Boulevardzeitung. Bis 1918 praktizierte die Redaktion einen interpretativen Journalismus, bei welchem auf Neutralität und politische Ausgewogenheit der Berichterstattung geachtet wurde. In der Weimarer Republik vertrat die Berliner Volks-Zeitung republikanische Positionen. Während dieser Zeit bezog sie, oft mit der Unterzeile Mitteilungsblatt der DDP Berlin, eine linksliberale Stellung und entwickelte sich zu einem nicht offiziellen Parteiblatt der Deutschen Demokratischen Partei (DDP). Damit praktizierte die Redaktion einen klar erkennbaren Meinungsjournalismus, der zu einem deutlichen Rückgang der Auflage sowie einer Existenzgefährdung des Verlags beitrug. Nach der Machtergreifung der Nationalsozialisten und obligatorischen Gleichschaltung wurde der Boulevardstil beibehalten. Durch eine besonders günstige Abonnentenversicherung sowie einen Relaunch, bei welchem Grafik, Schriftart, Text, Bild und Mettage eine moderne Aufmachung erhielten, entfaltete sich die Zeitung ab 1933 erneut zu einer publikumsstarken Hauptstadtzeitung.

## Geschichte
Die Ursprünge der Berliner Volks-Zeitung gehen auf die von Franz Duncker sowie Aaron Bernstein gegründete und ab 1. April 1849 regelmäßig erscheinende Urwähler-Zeitung zurück. Aufgrund kommunistischer und radikaldemokratischer Inhalte wurde das Blatt vom Preußischen Innenministerium mehrmals und auch länger anhaltend verboten. Zum 9. April 1853 übernahm Duncker die Anteile von Bernstein und führte die Zeitung alleinvertretend als Volks-Zeitung – Organ für Jedermann aus dem Volke fort. In den frühen 1860er Jahren soll die Volks-Zeitung nach verlagseigener Statistik mit etwa 22.000 Exemplaren zu den auflagenstärksten Publikationen in der preußischen Hauptstadt gehört haben.
1885 erwarb der Verleger Emil Cohn das Blatt. Chefredakteur der Zeitung war zwischen 1884 und 1886 Adolph Phillips. Sein Nachfolger wurde Hermann Trescher, der aus gesundheitlichen Gründen im April 1889 die Chefredaktion an Franz Mehring übergab. Mehring arbeitete bereits seit 1884 für die Volks-Zeitung. Aufgrund seiner marxistischen Ansichten sowie des damit verbundenen stetigen Auflagenrückgangs geriet er zunehmend in Konflikt mit Emil Cohn. Mehrings Eintreten gegen die Sozialistengesetze führten zum wiederholten Verbot der Zeitung und zu einer Existenzgefährdung des Verlags. Im Herbst 1890 wurde Franz Mehring fristlos entlassen.
1892 übernahm Karl Vollrath die Chefredaktion, der diese Position 23 Jahre bis zu seinem Tode ausübte. Vollrath gab die marxistische Lesart der Zeitung auf, konnte den Auflagenrückgang in den folgenden zwölf Jahren jedoch nicht stoppen. Durch die Konkurrenz zum Berliner Tageblatt geriet die Volks-Zeitung zunehmend in finanzielle Schwierigkeiten und führte nur noch ein Schattendasein. 1904 verkaufte Cohn die Zeitung an seinen Ex-Kompagnon und Schwager Rudolf Mosse, der das Blatt ab 1. Juli desselben Jahres in Berliner Volks-Zeitung umbenannte.
Bis 1943 erschien die Berliner Volks-Zeitung wöchentlich zwölfmal, von dienstags bis samstags jeweils mit einer Morgen- und Abendausgabe, sonntags nur mit einer Morgenausgabe (später „Sonntags-BVZ“ genannt), montags nur mit einer Abendausgabe. Rund ein Jahr vor Einstellung der Zeitung erfolgte eine Reduzierung auf wöchentlich sieben Ausgaben, die täglich abends in den Verkauf kamen. Hergestellt wurde sie im Berliner Format. Die Morgenausgabe kostete im Einzelverkauf 10 Pfennig und die Abendausgabe 5 Pfennig. Der Hauptsitz der Zeitung befand sich bis 1904 in der Lützowstraße 104–105, anschließend bis 1939 im Mossehaus und danach im Ullsteinhaus in Berlin.

## Aufstieg zur Massenzeitung

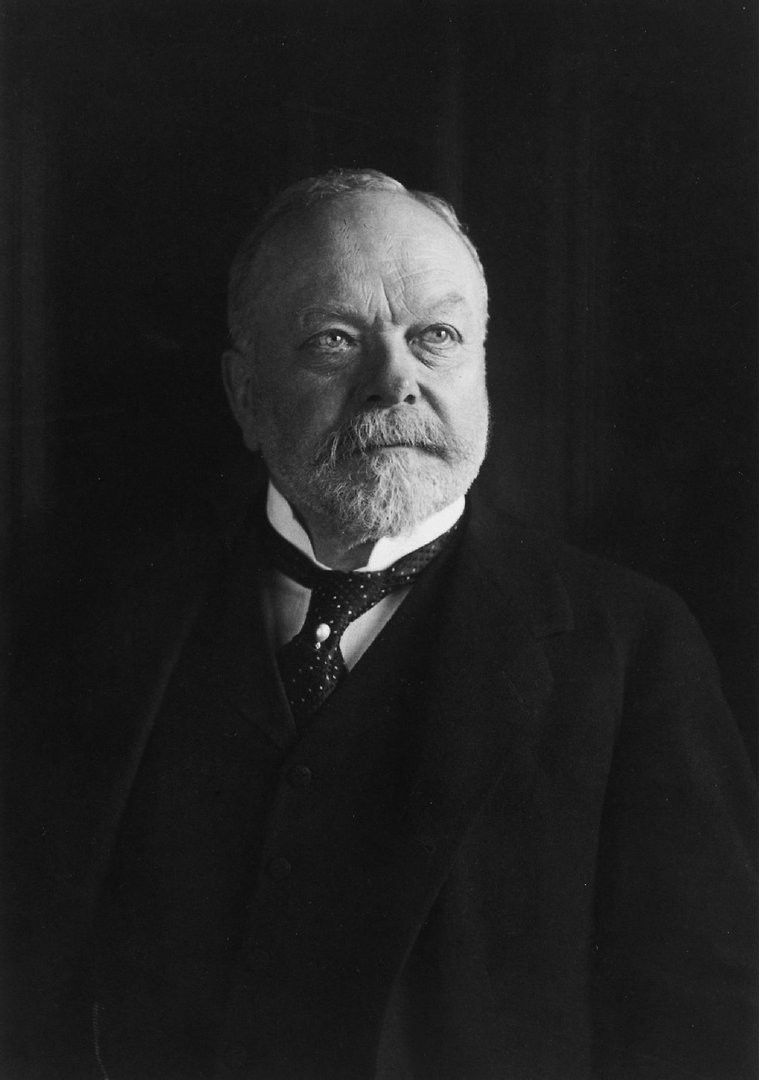
Rudolf Mosse um 1916

Als Mosse die Zeitung übernahm, lag die Auflage unter 20.000 Exemplaren. Zehn Jahre später war sie auf 140.000 gestiegen und erreichte 1916, laut firmeneigener Statistik, sogar 225.000. Die positive Entwicklung rührte nicht zuletzt daher, dass die Berliner Volks-Zeitung vom Nachrichten- und Bilderdienst des Berliner Tageblatts sowie von der routinierten Werbe- und Vertriebsorganisation des Mosse-Verlags profitieren konnte. Bestätigte Angaben zur Auflagenhöhe existieren allerdings nicht, da es bis 1933 keine amtlichen Erhebungen gab und nachweislich bis dahin die Statistik im Hause Mosse sehr großzügig ausgelegt wurde.
Inhaltlich veränderte Mosse das Blatt vollständig. Der Schwerpunkt wurde auf Sensationsberichte wie Rekorde, Unfälle, Attentate, Verbrechen und sonstige Ausnahme-Tatbestände gelegt. Unverkennbar bestand eine enge Verwandtschaft zur Berliner Morgen-Zeitung sowie zum Berliner Tageblatt, die ebenfalls dem Hause Mosse entstammten. So kamen auf den Seiten der Berliner Volks-Zeitung nicht selten die gleichen Fortsetzungsromane, gleichen Fotos und gleichen Berichte zum Abdruck. Als spezielle Sonderdrucke beinhaltete das Blatt jährlich ein Kochbuch in Heftform, ein Jahrbuch sowie einen Kalender. Die regelmäßigen Beilagen, zum Beispiel die Illustrierte Haus- und Gartenzeitung, die Technische Rundschau oder der Ulk, waren ebenfalls mit dem Berliner Tageblatt identisch.
Die Zeitung enthielt, wie alle Mosse-Publikationen, viele Kleinanzeigen und besonders am Wochenende sehr üppige gewerbliche Annoncen. Dagegen unterschieden sich die Morgen- und Abendausgabe der Berliner Volks-Zeitung in der Aufmachung erheblich. So bestand die Morgenausgabe zumeist aus zehn Seiten, mit wenigen Bildern. Die Titelseite hatte erst ab 1929 in Miniaturform oben im Kopf zwei Fotos. Unterhalb des Zeitungskopfes blieb die erste Seite meist unbebildert und enthielt einen Leitartikel sowie ein bis zwei weitere Berichte nebst reißerischer Headlines. Die Innenseiten behandelten Politik, Lokales, Sport und Kultur. Permanenter Bestandteil in allen Rubriken war die Sensationsberichterstattung. Hingegen hatte die Abendausgabe durchschnittlich nur vier Seiten, auf denen ausschließlich Fotos abgebildet waren. Thematisch herrschten Bilder mit zusammenhanglosen Sensationsmotiven überwiegend von Unfällen, Verbrechen, Katastrophen oder Skandalen vor. Einzige Textelemente auf den Fotoseiten waren Schlagzeilen über und unter den Bildern.
Mit dieser Erscheinungsform griff Mosse bewusst und erfolgreich die Berliner Illustrirte Zeitung sowie die Berliner Morgenpost seines Hauptkonkurrenten an, den Ullstein Verlag. Bis zum Zusammenbruch des Deutschen Kaiserreichs dominierte die Berliner Volks-Zeitung besonders im starken Straßenverkauf und entwickelte sich in Berlin zu einem Massenmedium. Obwohl Mosse wie auch Vollrath aktive Mitglieder der Deutschen Freisinnigen Partei waren, vertrat das Blatt – zielgruppengerecht der Leserschaft – ausschließlich proletarische Interessen. Zu Lebzeiten Mosses wurde strikt auf eine gewisse Neutralität beziehungsweise parteiliche Ausgewogenheit bei politischen Themen geachtet. Grundsätzlich gab die Berliner Volks-Zeitung zu dieser Zeit einen Sachverhalt nicht als Kommentar, sondern als Bericht oder Nachricht wider. Als Karl Vollrath am 20. Oktober 1915 an einem Schlaganfall verstarb, übernahm Otto Nuschke die Chefredaktion, der schon seit 1910 im Mosse-Verlag als Parlamentsredakteur für das Berliner Tageblatt arbeitete.

## Entwicklung in der Weimarer Republik
Nuschke, der weniger Journalist, sondern mehr Politiker war, blieb bis 1930 Chefredakteur der Berliner Volks-Zeitung. Ab 1910 vertrat er die linksliberale Fortschrittliche Volkspartei als Generalsekretär, 1918 war er Mitbegründer der Deutschen Demokratischen Partei (DDP), von 1919 bis 1920 Abgeordneter der Nationalversammlung und von 1921 bis 1933 Mitglied des Preußischen Landtags. Zu einem investigativen Journalismus trug Nuschke wenig bei. Ohnehin stand die sogenannte „Tageblatt-Gruppe“ (Berliner Tageblatt, Berliner Morgen-Zeitung, Berliner Volks-Zeitung) faktisch seit 1917 unter Leitung von Theodor Wolff, dem Chefredakteur des Berliner Tageblatts.
Rudolf Mosse verstarb 1920 auf Schloss Schenkendorf. Neuer Inhaber des Verlags wurde sein Schwiegersohn Hans Lachmann-Mosse. Nachhaltig prägte jedoch Wolff, dessen politische Ambitionen ebenfalls den journalistischen überwogen, gemeinsam mit Otto Nuschke die weitere Entwicklung. Spätestens ab 1920 kann keine Zeitung aus dem Hause Mosse mehr als journalistisch unparteiisch bezeichnet werden. Insbesondere die Berliner Volks-Zeitung entfaltete sich zu einem Kampfblatt und Sprachrohr der DDP. Fast jeder Artikel enthielt nun Kommentare, in welchen einseitig die radikaldemokratischen Programme der DDP und deren privatmarktwirtschaftliche Prinzipien forciert wurden. Zwar behielten Nuschke und Wolff den Stil einer Boulevardzeitung bei, suchten die Themen aber gezielt nach ihren Standpunkten aus oder verpassten Ereignissen eine politische Komponente.
Dabei wurden nicht nur Linke, Rechte oder Konservative bekämpft. Auch demokratisch gewählte Kabinette, in denen die DDP nicht vertreten war, griff die Redaktion der Berliner Volks-Zeitung gezielt an. Die Methoden gingen weit über Verbalattacken hinaus. So stieß die Gründung der Republikanischen Partei Deutschlands (RPD) bei Wolff auf derartig entschiedenen Widerstand, dass er unter anderem die Entlassung von Carl von Ossietzky veranlasste, der als außenpolitischer Mitarbeiter und Redakteur von 1920 bis 1924 bei der Berliner Volks-Zeitung beschäftigt und Gründungsmitglied der RPD war. Ähnlich erging es den beim Ulk als Chefredakteur tätigen Kurt Tucholsky, der in einem abschätzigen Rückblick Theodor Wolff als einen herablassenden, „etwas dümmlichen Mann“ mit „angeblich so liberalen“, aber einseitigen Prinzipien beschrieb.
Die Politisierung der Berliner Volks-Zeitung führte zu einem kontinuierlichen Rückgang der Auflage. Speziell der Belehrungston stieß bei vielen Lesern auf immer weniger Akzeptanz. Verschiedene DDP-Abgeordnete nutzten das Blatt als Politikforum. Beispielsweise veröffentlichte Hugo Preuß, der gegen föderalistische Strukturen und für einen zentralistischen Staat eintrat, in der Berliner Volks-Zeitung regelmäßige „Aufrufe an das deutsche Volk“. Immer mehr verschlossen Nuschke, aber besonders der Hardliner Wolff, die Augen vor den wahren Zuständen in der Weimarer Republik und den Bedürfnissen sowie Problemen ihrer Leserschaft. Dies gipfelte in ständigen DDP-Werbebeilagen und propagierten Programmen des „Sozialen Kapitalismus“, in denen Arbeiter und Unternehmer sich gegenseitig „Pflicht, Recht, Leistung und Gewinn“ anerkennen sollten. Diese visionären Vorstellungen waren bei steigender Arbeitslosigkeit, Kürzung von Sozialleistungen, Steuererhöhungen sowie unter dem Druck der Reparationslasten völlig realitätsfremd. Dementsprechend erreichten die Linksliberalen gegen Ende der Weimarer Republik bei Wahlen nur noch etwa ein Prozent und sanken zur Bedeutungslosigkeit herab.
Die parteibezogene Einseitigkeit der Redaktion stieß bei Hans Lachmann-Mosse, der bei einer politisch immer weiter auseinanderklaffenden Leserschaft einen Auflagenrückgang voraussah, zunehmend auf Kritik. Zuzüglich entstand in der Öffentlichkeit – allen voran bei Arbeitern – das Bild, dass die DDP eine „Partei des Hochkapitals“ sei. Bis 1928 sank die Auflage der Berliner Volks-Zeitung auf 70.000. Am meisten profitierte davon der Ullstein Verlag, der bis zum Ende der Weimarer Republik in allen seinen Publikationen einen betont neutralen Nachrichtenstil einhielt. Scharenweise liefen Leser aus dem Hause Mosse, aber vor allem Anzeigenkunden, insbesondere der Berliner Morgenpost zu, die sich so allein schon bis 1929 mit einer exorbitanten Auflage von nachweislich 614.680 Exemplaren zur auflagenstärksten Zeitung in der Weimarer Republik entwickelten konnte. Bis zuletzt praktizierten die Redakteure des Ullstein Verlags einen unparteiischen Journalismus.
Mit dem Auflagenrückgang der Mosse-Zeitungen verringerte sich im Anzeigengeschäft der Tausenderkontaktpreis. Der Konzern musste bei allen seinen Publikationen immense Umsatzeinbrüche verzeichnen. Im Frühjahr 1928 wies die Hausbank des Verlags auf eine bevorstehende Zahlungsunfähigkeit hin. Lachmann-Mosse versuchte mit allen Mitteln das Ruder herumzureißen, stieß aber mit Sparmaßnahmen und inhaltlichen Veränderungswünschen bei Wolff und Nuschke auf wenig Verständnis. Zu diesem Zeitpunkt hätte ein geordnetes Insolvenzverfahren zumindest Teile des Konzerns retten können, mit Beginn der Weltwirtschaftskrise 1929 war dies nicht mehr möglich. Im Dezember 1930 verließ der langjährige Chef-Justiziar und Prokurist Martin Carbe den Verlag. Er wechselte zum Ullstein Verlag, was ein unglaubliches Ereignis in der gesamten Presselandschaft darstellte. Tatsächlich verschleppte die Mosse-Konzernleitung den Konkurs bis in den Herbst 1932.
Obwohl das Berliner Tageblatt die höchsten Verluste einfuhr, ergriff Lachmann-Mosse als Erstes bei der Berliner Volks-Zeitung Gegenmaßnahmen. Die Anzahl der Seiten und Beilagen wurde reduziert, Farbdrucke entfielen. Dem folgten Honorarkürzungen und Kündigungen politischer Redakteure. 1930 erklang in Absprache zwischen Hans Lachmann-Mosse und Theodor Wolff ein Paukenschlag: die Entlassung von Otto Nuschke. Hintergrund war die Fusion der DDP mit der Volksnationalen Reichsvereinigung (VNR) zur Deutschen Staatspartei. Im Gegensatz zu Wolff hatte Nuschke keinerlei Berührungsängste zur VNR, die eng mit dem konservativ-antisemitischen Jungdeutschen Orden verbunden war. Nuschke wurde Reichsgeschäftsführer der Deutschen Staatspartei und Chefredakteur der neu gegründeten Parteizeitung Deutscher Aufstieg. Nach 1945 übernahm er den Parteivorsitz der Ost-CDU und wurde stellvertretender Ministerpräsident der DDR.
Für Lachmann-Mosse stellte die Entlassung Nuschkes keinen Befreiungsschlag dar. Theodor Wolff übernahm kurzzeitig selbst die redaktionelle Leitung der Berliner Volks-Zeitung, beorderte Mitte 1930 den ihm hörigen Kurt Caro als Chefredakteur, und setzte seine politische Linie fort. Grundsätzlich war der sechzigjährige Theodor Wolff unkündbar. Zwar drohte er wiederholt mit Amtsniederlegung, kämpfte aber in Wirklichkeit um seinen Machterhalt. Wolffs Rücktrittsgerüchte verursachten nicht nur innerhalb der Belegschaft eine große Unruhe; er machte diese sogar in Zeitungsartikeln zum öffentlichen Thema, sodass die Schwierigkeiten des Verlags kein Geheimnis im politischen Berlin blieben. Dem folgte im Herbst 1932 der ökonomische Zusammenbruch des Mosse-Konzerns.
Am 13. September 1932 musste das Konkursverfahren eröffnet werden. Über 3.000 Arbeitsplätze standen auf dem Spiel. Als Insolvenzverwalter wurde der Wirtschaftsprüfer Walter Haupt bestellt. Dieser versuchte das Unternehmen in Auffanggesellschaften weiterzuführen, bot aber auch Teile des Verlages zum Kauf an, womit er Handlungsfähigkeit und Liquidität wiederherstellen wollte. Seine Bemühungen blieben erfolglos. Kein potentieller Käufer sah Möglichkeiten, den Verlag wirtschaftlich fortzuführen.

## Zeit des Nationalsozialismus
Nach mehreren Vorkommnissen erhielt Wolff am 3. März 1933 von Lachmann-Mosse seine Kündigung und verließ fünf Tage später Deutschland. Hans Lachmann-Mosse floh am 1. April 1933 nach Paris und veranlasste von dort aus die Umwandlung des Konzerns in eine Stiftung zum 15. April 1933. Am gleichen Tag stellte die Rudolf Mosse OHG sämtliche Zahlungen ein. Am 12. Juli 1933 erfolgte auch bei der Stiftung der endgültige Zahlungsstopp. In diese Phase fiel die Machtergreifung der Nationalsozialisten nebst Gleichschaltung der Presse. Joseph Goebbels gab an, den Verlag wegen der vielen Arbeitsplätze nicht weiter zerschlagen zu wollen. Als neuer Insolvenzverwalter wurde im Herbst 1933 Max Winkler bestimmt, der 1934 sämtliche ehemalige Mosse-Zeitungen in die speziell dafür als Auffanggesellschaft gegründete Berliner Druck- und Zeitungsbetriebe AG überführte.
Obwohl die Auflage der Berliner Volks-Zeitung unter anderem durch eine günstige Abonnentenversicherung sowie einen Relaunch gesteigert wurde, konnten mit keiner Mosse-Zeitung mehr Gewinne erzielt werden. Im Zuge des Vierjahresplans und der damit verbundenen Rationalisierungsmaßnahmen kam die Berliner Volks-Zeitung 1937 zum Deutschen Verlag. Hier entwickelte sich das Blatt mit vielen Bildern und kurzen Berichten zu einer meistgelesenen Hauptstadtzeitung im Straßenverkauf, die ab 1940 hauptsächlich vor den Toren großer Rüstungswerke viele Abnehmer fand. Allein die Auflage der Abendausgabe stieg bis 1943 auf täglich 251.995 Exemplare, welche meist von den Arbeitern der Nachtschichten schnell vergriffen waren.
Bedingt der Maßnahmen zur „totalen Kriegsführung“, verfügte Anfang 1943 die Reichspressekammer Papier ersparende Einschränkungen wie die „Veränderungen der Erscheinungsweise und des Umfangs von Zeitungen, die vorübergehende Stilllegung von Zeitungen sowie die Zusammenlegung von Tageszeitungen des Deutschen Verlags“. In dieser Folge erschien die Berliner Volks-Zeitung ab März 1943 nur noch als Abendausgabe. Den Abonnentenbestand der stillgelegten Morgenausgabe übernahm die Berliner Morgenpost. Die letzte Ausgabe erschien am 30. September 1944. Offiziell wurde angegeben, dass die Zeitung nicht eingestellt, sondern mit der Berliner Morgenpost vereinigt werde.